# Майкъл Ондатджи
Майкъл Ондатджи (на английски: Michael Ondaatje)) е канадски поет, писател и автор на филмови сценарии.
През 1997 г. е член на журито на филмовия фестивал в Кан. В неговото творчество се смесват джазови ритми, филмови монтажни техники и изтънчен език.

## Биография и творчество
Майкъл Ондатджи е роден е на 12 септември 1943 г. в Коломбо, Шри Ланка. Баща му е нидерландец, а майка му – цейлонка. Те са от елита на тогавашното колониално общество. Но семейството се разпада, защото бащата е привързан към алкохола.
Майката и Майкъл заминават за Англия, а през 1962 г. – за Канада. Майкъл учи в колеж отначало в Коломбо, а след това в Лондон, после следва в канадски университети, където получава бакалавърска и магистърска степен. Започва кариерата си на преподавател по английска литература в Университета на Западно Онтарио, гр. Лондон, Онтарио.
Тогава публикува първата си книга с поезия „Изтънчени чудовища“ (1967). Романите „В кожата на лъв“ и „Английският пациент“ (виж едноменния филм) му донасят световна известност. Написал е още „Преживял изтребление“, „Събрани съчинения на Били Хлапето“ и книгата със спомени „Бягство в семейството“. Публикувал е 3 стихосбирки „Събирач на канела“, „Страстна любов“ и „Уча се на номер с нож“.
Онтдатджи е повлиян силно от поезията, която е много важна за цялостното му творчество. Експериментира с поетичните форми в прозата още в първия си роман „Събрани съчинения на Били Хлапето“ (1970). В тази книга пресъздава живота на Уилям Бони, като смесва поезия, проза, фотография и интервюта.
Днес преподава в колеж в Торонто. Заедно с жена си Линда Спалдинг редактират литературното списание „Brick“.
Писателят получава редица литературни награди – „Ралф Густафсон“ (1965), „Епщайн“ (1966), Президентския медал от Университета в Онтарио (1967). През 1992 г. му присъждат наградата „Букър Макконъл“ за книгата „Английският пациент“.

### Самостоятелни романи
- Coming Through Slaughter (1976)
- Running in the Family (1982)
- In the Skin of a Lion (1987)
- The English Patient (1992)
Английският пациент, изд.: „Лъчезар Минчев“, София (1996), прев. Валентина Донкова
- Anil's Ghost (2000)
- Divisadero (2007)
Дивисадеро, изд.: „Ера“, София (2007), прев. Катя Перчинкова
- The Cat's Table (2011)
Котешката маса, изд.: „Лъчезар Минчев“, София (2015), прев. Маргарита Дограмаджиян
- Warlight (2018)

### Сборници поезия
- The Dainty Monsters (1967)
- The Collected Works of Billy the Kid: Left Handed Poems (1970)
- The Broken Ark: Book of Beasts (1971)
- There's a Trick with a Knife I'm Learning to Do: Poems 1963 – 1978 (1979)
- Rat Jelly: And Other Poems 1963 – 78 (1979)
- Tin roof (1982)
- Secular Love: Poems (1984)
- Two poems (1986)
- The Cinnamon Peeler: Selected Poems (1989)
- Elimination Dance (1991)
- Previous Canoes (1994)
- Handwriting: Poems (1998)
- Vintage Ondaatje (2004)
- The Story (2006)

### Документалистика
- The Brick Reader (1991) – с Линда Спалдинг
- Brick: A Literary Journal 65/66 (2000)
- Lost Classics (2000) – с Майкъл Редхил, Иста Спалдинг и Линда Спалдинг
- Brick, Number 69: A Literary Journal (2002)
- The Conversations: Walter Murch And the Art of Editing Film (2002)

## За него
- Comparative Cultural Studies and Michael Ondaatje's Writing. Ed. Steven Tötösy de Zepetnek. West Lafayette: Purdue University Press, 2005. ISBN 1-55753-378-4
- Barbour, Douglas. Michael Ondaatje. New York: Twayne, 1993. ISBN 0-8057-8290-7
- Jewinski, Ed. Michael Ondaatje: Express Yourself Beautifully. Toronto: ECW, 1994. ISBN 1-55022-189-2
- Tötösy de Zepetnek, Steven. „Cultures, Peripheralities, and Comparative Literature.“ Comparative Literature: Theory, Method, Application. By Steven Tötösy de Zepetnek. Amsterdam: Rodopi, 1998. 150 – 65. ISBN 90-420-0534-3